# Gai Valeri Procil
Gai Valeri Procil (llatí: Gaius Valerius Procillus) va ser un notable dirigent gal de la tribu dels helvis. Era fill de Gai Valeri Cabur, que havia rebut la ciutadania romana i el nom de Gai Valeri Flac.
Va ser l'home de confiança de Juli Cèsar i el seu intèrpret en una entrevista amb el cap gal Diviciac. També Cèsar l'envià d'ambaixador davant Ariovist. Ariovist el va empresonar i el va carregar de cadenes. Però derrotat per Cèsar, aquest li va exigir el seu alliberament immediat. Cèsar diu que l'alliberament de Procil li va causar més plaer que la victòria.